# Svazové teritorium

Mapa indických států a teritorií. Terirotia označena velkými písmeny:
A - Andamany a Nikobary
B - Čandígarh
C - Dadra a Nagar Haveli a Daman a Diu
D - Džammú a Kašmír
E - Ladak
F - Lakadivy
G - Dillí
H - Puduččéri

Svazové teritorium je sub-národní administrativní jednotka v Indii. Svazová teritoria jsou spravována přímo centrální vládou Indie, na rozdíl od svazových států, které mají své vlastní vlády. Správce či guvernéra každého Svazového teritoria oblasti jmenuje indický prezident.

## Přehled území
V roce 2020 existovalo v Indii osm Svazových teritorií. V roce 1991 Dillí získalo status Hlavního národního teritoria. V roce 2019 byl tehdejší spolkový stát Džammú a Kašmír rozdělen a přetrasformován do dvou teritorií: Ladaku a stejnojmenného Džammú a Kašmír. V lednu 2020 došlo ke sloučení dvou dříve odděleně spravovaných teritorií Dádra a Nagar Havélí a Daman a Díu do jednoho.
| Název                              | ISO   | Obyvatel   | Rozloha    | Hustota zalidnění | Datum vzniku | Hlavní město      | Zastoupení ve Sněmovně států | Zastoupení ve Sněmovně lidu |
| ---------------------------------- | ----- | ---------- | ---------- | ----------------- | ------------ | ----------------- | ---------------------------- | --------------------------- |
| Andamany a Nikobary                | IN-AN | 380 581    | 8 249 km²  | 46 obyv./km²      | 1950         | Port Blair        | 0 křesel                     | 1 křeslo                    |
| Čandígarh                          | IN-CH | 1 055 450  | 114 km²    | 9 258 obyv./km²   | 1966         | Čandígarh         | 0 křesel                     | 1 křeslo                    |
| Dádra a Nagar Havélí a Daman a Díu | IN-DH | 586 956    | 603 km²    | 973 obyv./km²     | 2020         | Daman             | 0 křesel                     | 2 křesla                    |
| Dillí                              | IN-DL | 16 787 941 | 1 483 km²  | 11 320 obyv./km²  | 1950         | Dillí             | 3 křesla                     | 7 křesel                    |
| Džammú a Kašmír                    | IN-JK | 12 258 433 | 42 241 km² | 750 obyv./km²     | 2019         | Šrínagar a Džammú | 4 křesla                     | 5 křesel                    |
| Ladak                              | IN-LA | 290 492    | 59 146 km² | 4,9 obyv./km²     | 2019         | Léh               | 0 křesel                     | 1 křeslo                    |
| Lakadivy                           | IN-LD | 64 473     | 49 146 km² | 2 149 obyv./km²   | 1956         | Kavaratti         | 0 křesel                     | 1 křeslo                    |
| Puduččéri                          | IN-PY | 1 247 953  | 490 km²    | 2 547 obyv./km²   | 1963         | Puduččéri         | 1 křeslo                     | 1 křeslo                    |

Dillí, Džammú a Kašmír a Puduččéri mají dnes oddělené legislativy a Rady ministrů, avšak jejich pravomoci jsou omezené, určité typy zákonů musejí být vyhrazeny pro „uznání a souhlas“ indického prezidenta.